# Dialogisches Lernen
Das Dialogische Lernen ist ein von den Didaktikern Urs Ruf (Allgemeine Didaktik und Deutschdidaktik) und Peter Gallin (Mathematikdidaktik) entwickeltes Unterrichtskonzept, das an der Pädagogik Martin Wagenscheins anknüpft. Lehren und Lernen werden nach dem Muster eines Dialogs organisiert und in Anlehnung an Fend unter dem Gesichtspunkt von Angebot und Nutzung betrachtet. In den Mittelpunkt der Aufmerksamkeit wird gerückt, wie die Schüler die Unterrichtsangebote nutzen. Die Beiträge der Lernenden werden – im Sinne des Dialogs – als neues Angebot verstanden, das nun von der Lehrperson und den Mitschülern genutzt werden muss.
Das Unterrichtskonzept sieht einen sozial organisierten, individuell verlaufenden Annäherungsweg an die fachliche Norm vor und steht damit den sozialkonstruktivistischen Lerntheorien nahe (Wygotski). Es bezieht sich explizit auf das Kompetenzmodell von Weinert, den Wissensbegriff von Habermas und die Motivationstheorie von Deci und Ryan (Ruf 2008). Durch das Dialogische Unterrichtskonzept wurden Lerntagebücher im deutschen Sprachraum bekannt gemacht. Zudem wurden Beispiele von Originalarbeiten der Schüler (Autographen) in die erziehungswissenschaftliche Literatur aufgenommen.
Dialogischer Unterricht ist grundsätzlich auf allen Schulstufen möglich und wird nicht nur im Deutsch- und Mathematikunterricht, sondern auch im Fremdsprachen- und Geschichtsunterricht eingesetzt. (Ruf, Keller, Winter 2008)

## Elemente des Dialogischen Unterrichtskonzepts

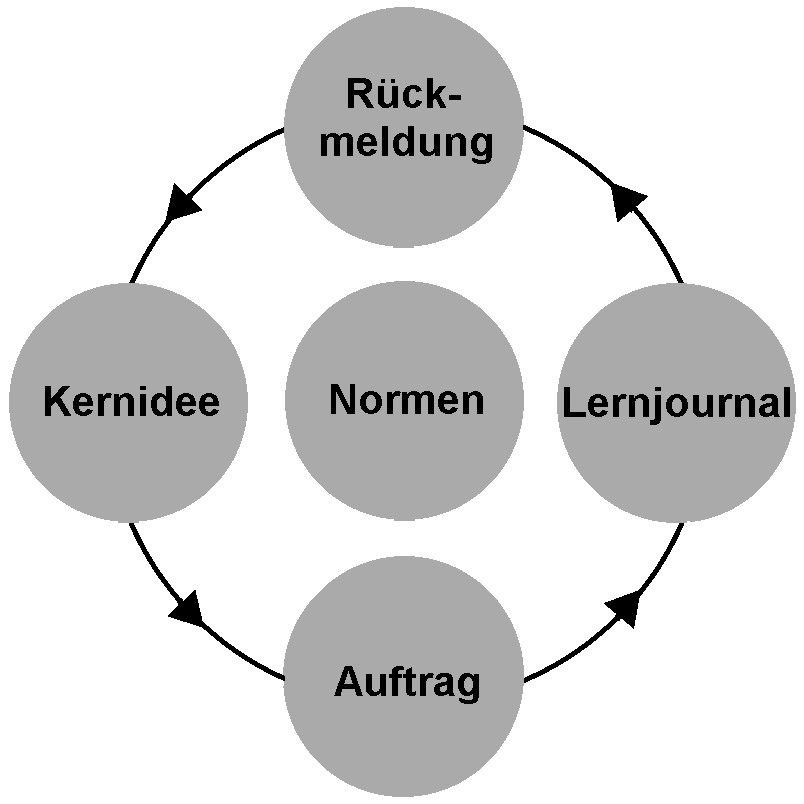
Instrumente des Dialogischen Lernens (in Anlehnung an Ruf 2008, S. 255)

Der Lernprozess wird als ein Wechselspiel von Produktion und Rezeption organisiert. Strukturierend ist der Dreischritt ich – du – wir, welcher für die folgenden Leitsätze steht: „So mache ich das“, „Wie machst du das?“, „Das machen wir ab!“ Die vier handlungsleitenden Instrumente des kreislaufartig angelegten Dialogischen Lernprozesses sind: Kernideen, Aufträge, Lernjournale und Rückmeldung (siehe Abbildung). Auf Seiten der Lehrperson kommen die Suche nach Qualitäten, die Autographensammlung und die  mehrdimensionale Leistungsbewertung hinzu. (Gallin / Ruf 1991, Gallin / Ruf 1995, Gallin / Ruf 1999, Ruf / Gallin 2005)
Kernidee: Die Lehrperson initiiert den Dialogischen Lernprozess mit einer Kernidee, die den Fixpunkt ihrer persönlichen Orientierung im betreffenden Fachgebiet darstellt und explizit macht, was sie im fachlichen Gebiet fasziniert und persönlich herausfordert. Dadurch erhält der Lerngegenstand ein Gesicht, was es den Schülern erleichtert, ebenso ihr individuelles Vorwissen, ihre Konzepte und eigenen Kernideen zu artikulieren. Die Kernideen von Lehrperson und Lernenden haben verschiedene Funktionen:
- Erstens stellen sie eine Brücke her zwischen Lerngegenstand und Lernenden, dienen also der wechselseitigen Erschließung von Sache und Person.
- Zweitens erlauben sie es, praktisch-implizites Handeln explizit und sprachlich artikulierbar zu machen und vermitteln somit Handeln und Denken (Wissen).
- Drittens erschließen sie das Allgemeine im Besonderen, indem sie einen Blick aufs Ganze eines größeren Stoffgebiets eröffnen.

Offene Aufträge: Bei offenen Aufträgen handelt es sich um Aufgaben, die auf unterschiedliche Weise angegangen und gelöst werden können. Sie sind so abgefasst, dass die Schüler ihr vorhandenes Wissen und Können ins Spiel bringen. Sie fordern dazu auf, sich intensiv und auf eigenen Wegen („So mache ich das“) mit dem Lerngegenstand zu beschäftigen. Folgende Merkmale sind typisch für dialogisch konzipierte offene Aufträge:
- Sie sind für alle Schüler erfüllbar, haben aber auch das Potenzial, besonders Begabte zu Hochleistungen anzuspornen.
- Sie sprechen die ganze Person an, also ihre personale, soziale, fachliche und metakognitive Handlungskompetenz.
- Sie zielen darauf, dass fachliche Produkte entstehen und dabei das Vorwissen, die eigenen Ideen und Konzepte wie auch Gefühle explizit gemacht werden.

Lernjournale (Reisetagebücher): Das Lernjournal ist der Ort, wo die Lernenden entlang offener Aufträge den Lernstoff bearbeiten, sich fachlichen Problemen stellen und Verantwortung für das eigene Lernen übernehmen. Sie formulieren ihre singuläre Position zum Auftrag. Die Tätigkeit des Schreibens (oder Zeichnens) erleichtert es den Lernenden, ihre Gedanken explizit zu machen und auf dem Papier sichtbar werden zu lassen. Somit kann es ihnen gelingen, die laufenden Prozesse des Lernens zu überwachen und bei auftauchenden Schwierigkeiten gezielt selbst einzugreifen.
Je besser Schüler ihr eigenes Lernen verstehen und über ihre aufgabenbezogenen Gedanken Auskunft geben können, umso leichter gelingt es der Lehrperson, deren Arbeiten und die dahinter liegenden Konzepte zu verstehen. Die Frage, ob eine Lösung vor dem Hintergrund der fachlichen Praxis korrekt ist, ist zunächst sekundär. Auch falsche Lösungen und Vorstellungen können im Sinne der Lernentwicklung weiterführend sein. Die Leistungen der Lernenden werden somit unter der Entwicklungsperspektive betrachtet. Als Textsammlungen erzählen die Lernjournale von den Anstrengungen, Fortschritten und Leistungen der Lernenden. Die Semesternote setzt sich aus einer mehrdimensionalen Leistungsbewertung zusammen: Die aus der Entwicklungsperspektive beurteilten Lernjournale werden benotet. (In einem Dialogischen Unterricht finden auch solche Beurteilungsanlässe statt, welche die Leistungen an rein fachlichen Normen messen.)
Rückmeldung und Austausch: Die Rückmeldung auf die Beiträge in den Lernjournalen ist ein zentrales Element des Dialogischen Unterrichtskonzeptes. Es ist die persönliche Antwort eines Menschen auf den singulären Beitrag eines Lernenden. Im Perspektivenwechsel (Wie machst du es?) werden die Qualitäten, die Konzepte und das Entwicklungspotenzial von Beiträgen eruiert und explizit gemacht. Die Lehrperson in der Rolle eines wohlwollenden Gegenübers sichtet die Lernjournale und gibt jedem Schüler eine kurze Rückmeldung zu seiner Arbeit. Einzelne gelungene Beiträge werden in einer Autographensammlung zusammengefasst und den Schülern vorgelegt. Diese bildet den Ausgangspunkt für den gemeinsamen Wissensbildungsprozess der Klasse. Die Schüler geben sich auch wechselseitig Rückmeldung und die Klasse verständigt sich darüber, welche Instrumente und Verfahren sich in der Beschäftigung mit dem Lerngegenstand bewähren (Das machen wir ab!). Die Lehrperson knüpft ihrerseits an den gelungenen Beiträgen aus den Lernjournalen an, um daraus neue Kernideen und die dazugehörigen Folgeaufträge zu entwickeln (siehe Abbildung).

## Gelingensbedingungen für eine erfolgreiche Implementierung des Dialogischen Unterrichtskonzepts
Das Dialogische Unterrichtskonzept ist nicht nur praxiserprobt, sondern seine Implementierung auch empirisch erforscht. Folgende Bedingungen scheinen für eine erfolgreiche Umsetzung wesentlich zu sein (Badr Goetz 2007):
- Die Lehrpersonen und die Schüler arbeiten häufig und konsequent mit einzelnen oder mehreren Instrumenten des Dialogischen Unterrichtskonzepts.
- Die Schüler arbeiten auch während der Unterrichtszeit an den Aufträgen.
- Die Lehrpersonen schreiben zu allen Schülerbeiträgen kurze Rückmeldungen und heben das Gelungene hervor.
- Auch die Schüler lesen gegenseitig in ihren Lernjournalen und geben sich Rückmeldungen.
- Die Lehrpersonen sammeln Qualitäten bzw. gelungene Vorgehensweisen und machen sie der Klasse zugänglich.
- Die Lehrpersonen nutzen die Prozessleistungen der Schüler für die Semesternote. Fließen die Nutzungsnachweise in die Berechnung der Semesternote ein, steigert dies erstens die Qualität der Beiträge und würdigt zweitens die Aufwendungen und Anstrengungen der Schüler.

Werden diese Bedingungen nicht beachtet, stößt das Dialogische Unterrichtskonzept langfristig weder bei Lehrpersonen noch bei Schülern auf positive Resonanz.

## Einbettung des Dialogischen Unterrichtskonzeptes in den didaktischen Diskurs
Das Dialogische Lernmodell steht für eine grundlegende Wende in der Didaktik: Weg vom Prinzip der didaktischen Planung und Steuerung – hin zum verstehenden Nachvollzug des Lernens der Schüler. Das Grundcredo des Dialogischen Lernens lautet: Nicht die Schüler müssen sich primär darum bemühen, das Angebot der Lehrperson zu verstehen, sondern zuerst und vor allem soll die Lehrperson bemüht sein, die Gedanken und Lernwege der Schüler zu verstehen. Das Dialogische Lernen steht daher Konzepten des Offenen Unterrichts nahe. Es integriert drei grundlegende Prinzipien der modernen Didaktik:
- Subjektorientierung: Die Lernenden sind nicht einfach Objekte der Lehrbemühungen der Lehrperson, sondern sie werden in ihrer Subjektposition (Klingberg) ernst genommen, indem sie ihre Interessen und persönlichen Überlegungen bei der Auseinandersetzung mit Lerngegenständen einbringen und Verantwortung für das eigene Lernen übernehmen (Holzkamp).
- Inhaltsorientierung: Im Unterschied zu rein konstruktivistischen Didaktiken (Kösel, Siebert, Reich) steht beim Dialogischen Lernen die Begegnung der Lernenden mit der Sache im Zentrum. Dabei werden sowohl Person wie Sache wechselseitig erschlossen, was einen wichtigen Bezugspunkt zur bildungstheoretischen Didaktik (Klafki) darstellt.
- Prozessorientierung: Unterricht ist kein Produkt, das voraus geplant und dann hergestellt werden kann, sondern erforderlich ist die permanente Justierung von fachlichem Angebot und Nutzung durch die Lernenden, so dass die Planung in den Dialogischen Prozess verlegt wird. Das Dialogische Lernen ist einer interaktiv-kommunikativen Didaktik (Winkel, Rumpf) verpflichtet, in der dem intersubjektiven Austausch und der gemeinschaftlichen Validierung fachlicher Standards und Normen eine zentrale Rolle zukommt.